# 134e régiment d'infanterie territoriale
Pour les articles homonymes, voir 134e régiment.
Le 134e régiment d'infanterie territoriale (134e RIT) est un régiment d'infanterie de l'armée de terre française qui a participé à la Première Guerre mondiale.
Créé à la mobilisation, il est dissous en 1917.

## Création
Le régiment reçoit son numéro par décret du 19 mars 1875. Il doit être formé à Toulouse en cas de mobilisation.

## Historique des opérations du134eRIT

### Première Guerre mondiale

#### Affectations
- 91e division d'infanterie territoriale d'août 1914 à juin 1915
- 1er corps d'armée colonial de juin 1915 à octobre 1917[2]

#### 1917
Dissous le 1er novembre 1917.

## Drapeau
Il porte, cousues en lettres d'or dans ses plis, les inscriptions suivantes :
- Champagne 1915

### Sources et bibliographie
- Historique du 134e Régiment Territorial d'Infanterie pendant la guerre 1914-1918, Pamiers, Imprimerie J. Delaye & Fils (lire en ligne).